# Ulrich Ochsenbein
Ulrich J. Ochsenbein (Schwarzenegg, 24 november 1811 - Port, 3 november 1890) was een Zwitsers advocaat, militair en politicus voor de radicalen uit het kanton Bern. Van 1848 tot 1854 was hij lid van de Bondsraad.

## Biografie

### Afkomst en opleiding
Ulrich Ochsenbein was een zoon van Kaspar Ochsenbein, die herbergier, landbouwer en paardenhandelaar was. Hij was gehuwd met Emilie Sury. Na zijn schooltijd aan het gymnasium van Biel/Bienne studeerde hij rechten in Bern. Samen met zijn schoonbroer Eduard Sury opende hij in 1835 een advocatenkantoor in Nidau.

### Politicus

#### Kantonnale politiek
Met Jakob Stämpfli aan het hoofd van de Berner radicalen leidde Ochsenbein in 1845 de tweede expeditie van het vrijkorps, al leidde dit tot een mislukking. Van 1845 tot 1846 was Ochsenbein lid van de Grote Raad van Bern. In 1846 was hij voorzitter van de kantonnale constituante, waarna hij van 1846 tot 1848 lid was van de Regeringsraad van Bern. Tevens was hij van 1847 tot 1848 lid van de Tagsatzung, waarvan hij in 1847 voorzitter was toen werd besloten om de Sonderbund te ontbinden en Zwitserland om te vormen tot een bondsstaat. Tijdens de Sonderbundoorlog was hij commandant van een Bernse reservistendivisie.
In de kantonnale politiek trachtte hij een gematigd standpunt in te nemen tussen de conservatieven en de radicalen van Jakob Stämpfli, met wie hij in onmin leefde.

#### Lid van de Bondsraad
Ochsenbein werd bij de eerste federale parlementsverkiezingen in 1848 verkozen tot lid van de nieuw opgerichte Nationale Raad, waar hij zetelde van 6 tot 16 november 1848 en waarvan hij van 7 tot 16 november 1848 kortstondig de eerste voorzitter was. Op 16 november 1848 werd hij evenwel bij de eerste Bondsraadsverkiezingen met 92 stemmen in één stemronde verkozen tot lid van de nieuw opgerichte Bondsraad. Hij kwam aan het hoofd van het Departement van Militaire Zaken. In 1854 was hij vicevoorzitter van de Bondsraad.
Onder zijn impuls werd de federale wet op de militaire organisatie aangenomen. Deze wet regelde de opleiding en aanvoering van de militaire troepen. Zijn onduidelijke positie te midden van de conservatieven en de radicalen leidde tot zijn niet-herverkiezing bij de Bondsraadsverkiezingen van 1854. Zulke niet-herverkiezing zou in de latere geschiedenis van de Bondsraad zeer uitzonderlijk blijken. Als zijnde de zittende vicevoorzitter van de Bondsraad belette zijn niet-herverkiezing overigens dat hij het jaar nadien bondspresident zou worden. Zijn mandaat liep af op 31 december 1854. Hij werd opgevolgd door zijn rivaal Jakob Stämpfli.

### Latere carrière

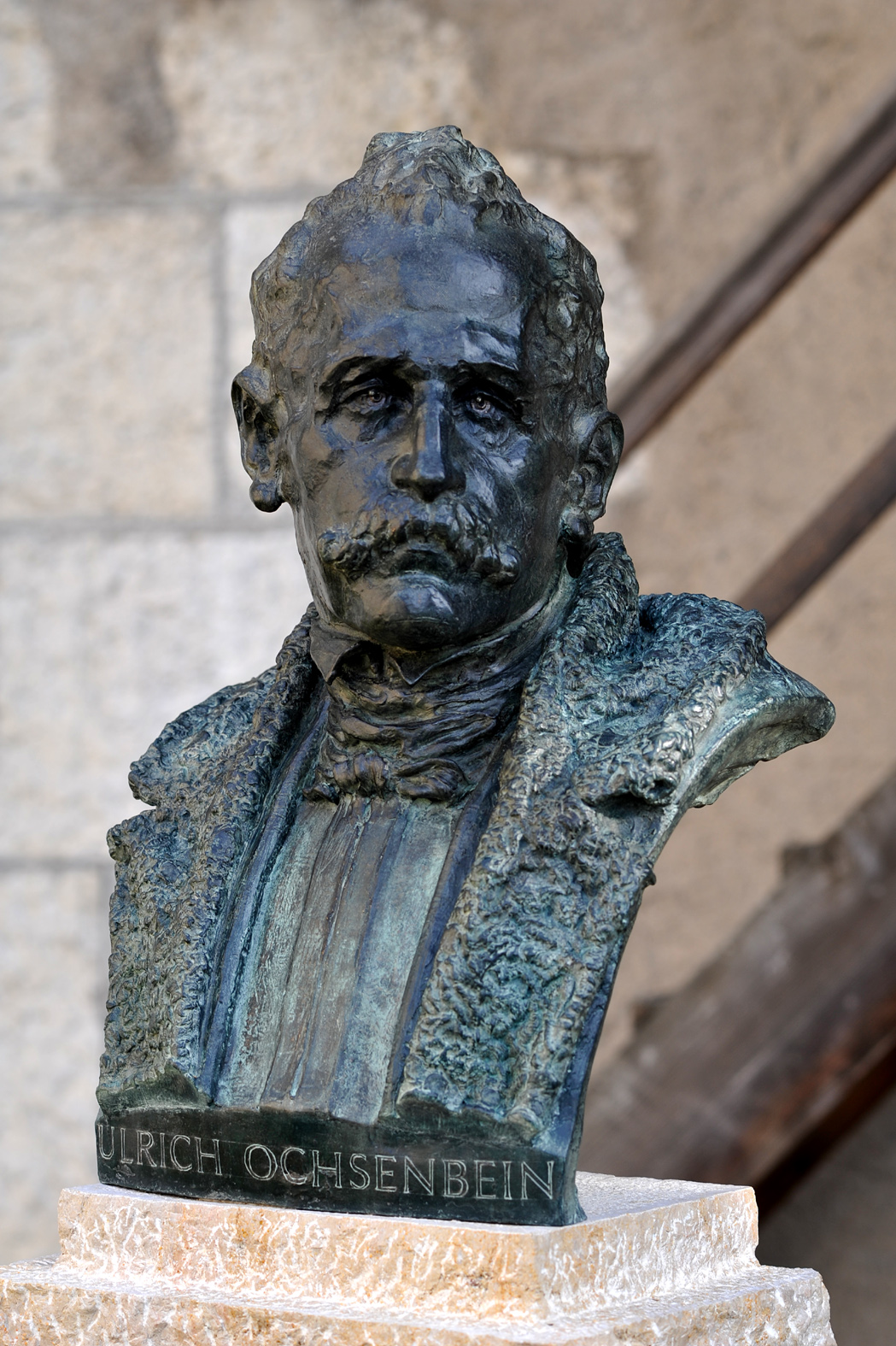
Buste van Ulrich Ochsenbein in Nidau.

Na zijn niet-herverkiezing in de Bondsraad diende Ochsenbein tot tweemaal toe gedurende korte tijd in het Franse leger, in 1855 als brigadegeneraal en in 1871 als divisiegeneraal. Als grootgrondbezitter in Seeland legde hij zich toe op de ontwikkeling van dit gebied. Zo was hij betrokken bij de waterwerken in Jura en de verbetering van het lot van de armen in de regio.
In 1882 was hij betrokken bij de oprichting van de Bernse Volkspartij (Bernischen Volkspartei) van Ulrich Dürrenmatt. Hoewel hij meerdere malen had geprobeerd, slaagde hij er evenwel niet in om een politieke comeback te maken. Zijn temperament en zijn gevoeligheid maakten hem tot een man met wie men vaak moeilijk kon omgaan. Hij had zijn succes en populariteit niet te danken aan zijn mandaat als Bondsraadslid, maar aan zijn rol als leider van het vrijkorps en gangmaker van de federale Zwitserse Grondwet van 1848. Hij had graag gezien dat de Zwitserse overheid nog meer centraliseerd was georganiseerd, al wist hij de oprichting van de bondsstaat wel met succes te verdedigen toen de nieuwe grondwet in het kanton Bern in een referendum werd goedgekeurd, terwijl zijn politieke tegenstander Jakob Stämpfli er geen voorstander van was.